# Callioratis abraxis
Callioratis abraxis är en fjärilsart som beskrevs av George Francis Hampson 1905. Callioratis abraxis ingår i släktet Callioratis och familjen mätare. Inga underarter finns listade i Catalogue of Life.